# La Roche-de-Rame

La Rochette este o comună în departamentul Hautes-Alpes, Franța. În 1 ianuarie 2022 avea o populație de 896 de locuitori.